# Skofnung

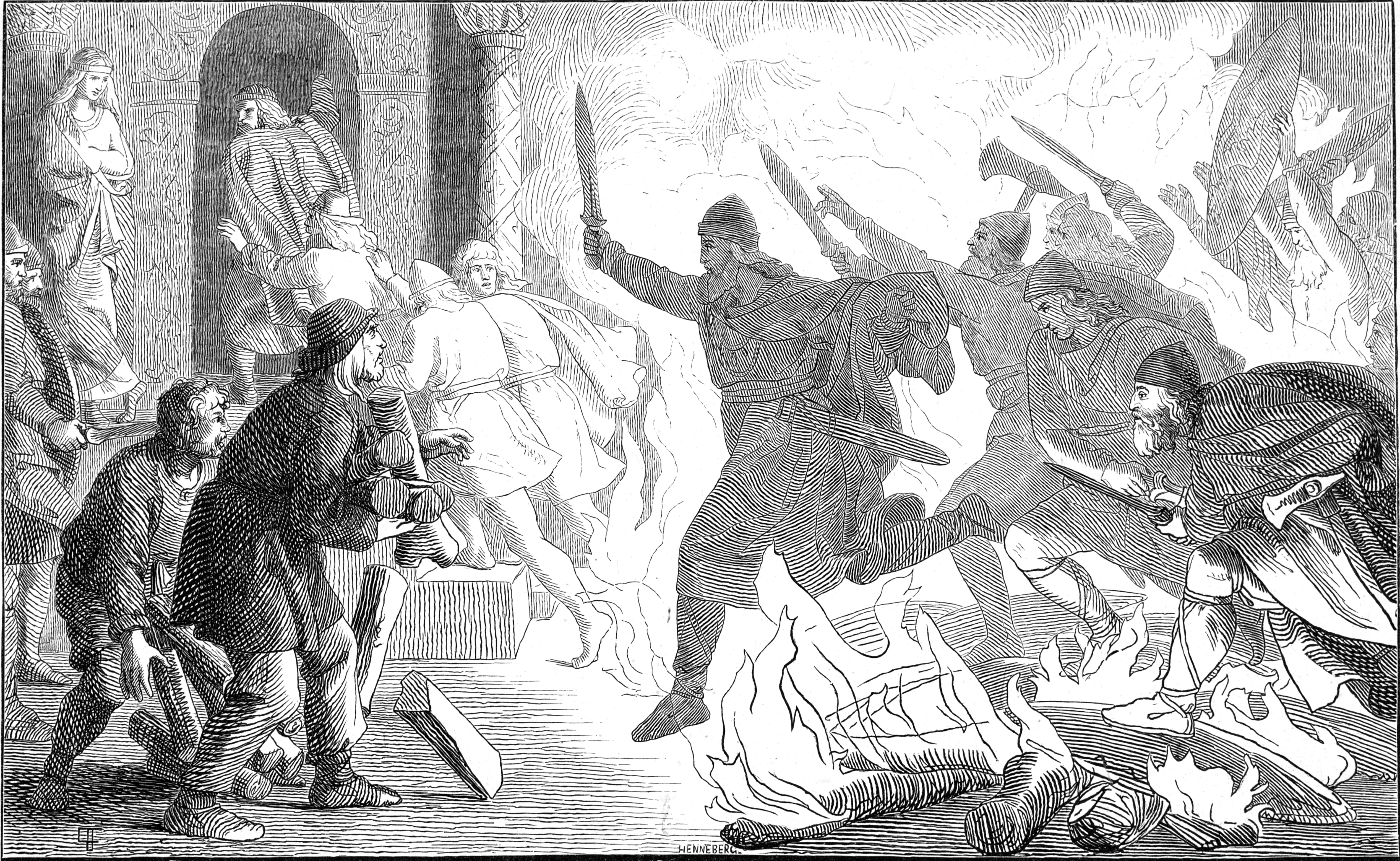
Hrolfr Kraki avanza, impugnando la spada, verso Yrsa. Illustrazione di Lorenz Frølich (1856).

Skofnung o Skrofnung era la spada del leggendario re danese Hrólfr Kraki. Secondo la Hrólfs saga kraka ok kappa hans "La migliore di tutte le spade che sono state portate nelle terre del nord", era rinomata per l'affilatura e la durezza soprannaturale, oltre che per essere impregnata degli spiriti dei 12 berserkr a guardia del corpo del re.

## Influenza culturale

### Letteratura
Menzionata nel Landnámabók. Nella Laxdœla saga, la stessa spada finisce nelle mani di Eiður Skeggjason. Eiður era il figlio di Midfjardar-Skeggi, il primo saccheggiatore del tumulo funerario di Hrólfr Kraki. La spada viene prestata da Eiður a Bolli Þorleiksson per uccidere Grim, il quale aveva ucciso il figlio di Eiður. Bolli combatté contro Grim, ma i due divennero amici e Bolli non restituì mai la spada a Eiður. La spada passò al figlio Gellir Þorkelsson il quale dopo un suo pellegrinaggio a Roma, morì in Danimarca e sepolto nella cattedrale di Roskilde forse con Skofnung.
Secondo la Laxdœla saga, la spada non può essere estratta in presenza di una donna e nel capitolo 57 riporta che Skofnung non deve essere sguainata a meno che una battaglia non sia imminente, ed il sole non deve mai splendere sull'elsa della spada.
La spada viene descritta nel 1810 da sir Walter Scott, nel poema La donna del lago.

### Filmografia
Nel lungometraggio The Northman la spada del protagonista Amleth viene recuperata da un luogo di sepoltura ed ha le stesse caratteristiche della spada Skofnung.

### Videogiochi
- Assassin’s Creed: Valhalla[13]
- God of War Ragnarök[14]